# Binningen, Cochem-Zell
Binningen là một đô thị thuộc huyện Cochem-Zell, bang Rheinland-Pfalz, Đức. Đô thị này có diện tích 6,7 ki-lô-mét vuông.